# Warren Barguil
Warren Barguil (Hennebont, 28 ottobre 1991) è un ciclista su strada francese che corre per il Team Picnic PostNL. Ha caratteristiche di scalatore, ed è professionista dal 2013. In carriera ha vinto due tappe al Tour de France e due alla Vuelta a España, oltre alla classifica scalatori al Tour de France 2017.

## Carriera

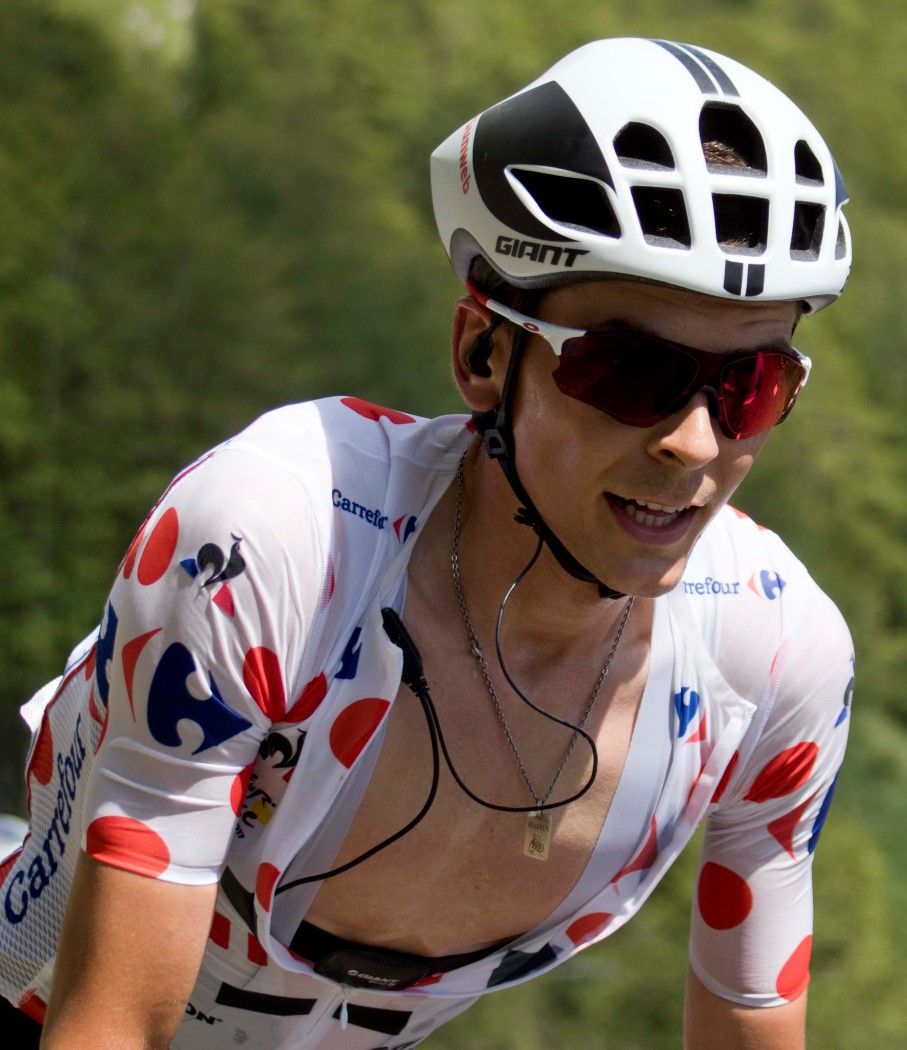
Warren Barguil in azione con la maglia a pois al Tour de France 2017.

Comincia a pedalare su BMX, prima di passare al ciclismo su strada. Nel 2012, da Under-23, ottiene la vittoria finale nel prestigioso Tour de l'Avenir. Al primo anno da professionista, nel 2013 con l'Argos-Shimano, si classifica ottavo al Grand Prix d'Ouverture La Marseillaise e quarto al Rund um Köln. Nel finale di stagione riesce quindi a centrare due successi di tappa alla Vuelta a España: per distacco nella tredicesima frazione a Castelldefels e in volata su Rigoberto Urán nella sedicesima, quella con arrivo in salita a Sallent de Gallego.
Nel 2014 si piazza ottavo alla Strade Bianche e nono alla Volta Ciclista a Catalunya; ancora in evidenza, tra agosto e settembre, alla Vuelta a España, conclude ottavo nella classifica generale finale, ma senza successi di tappa (pur con un buon sesto posto nel tappone di Puerto de Ancares). Nella prima parte della stagione 2015, in maglia Giant-Alpecin, ottiene un terzo posto di tappa al Tour de Suisse e il quarto posto a Chantonnay nei campionati nazionali francesi in linea. Chiamato per correre il suo primo Tour de France, coglie due Top 10 di tappa e la quattordicesimo piazza nella graduatoria finale. Dopo la Grande Boucle è quindi nono sia alla Clásica San Sebastián che al Grand Prix Cycliste de Québec, entrambe gare World Tour.
Nel gennaio 2016 è vittima, insieme a cinque compagni di squadra, di un incidente in allenamento a Calp: investito da un'automobile in contromano, rimedia la frattura dello scafoide. Rientrato alle corse in marzo, nei mesi seguenti conclude nono alla Freccia Vallone, sesto nella prestigiosa Liegi-Bastogne-Liegi e terzo al Tour de Suisse, con due podi di tappa in frazioni di montagna. Dopo aver partecipato al Tour de France (chiude ventitreesimo), è chiamato in Nazionale per correre la prova su strada dei Giochi olimpici di Rio de Janeiro. Dopo i Giochi prende il via alla Vuelta a España, ma è il primo a ritirarsi, già durante la terza tappa, sofferente di sinusite; nel finale di stagione conclude ottavo al Giro di Lombardia.

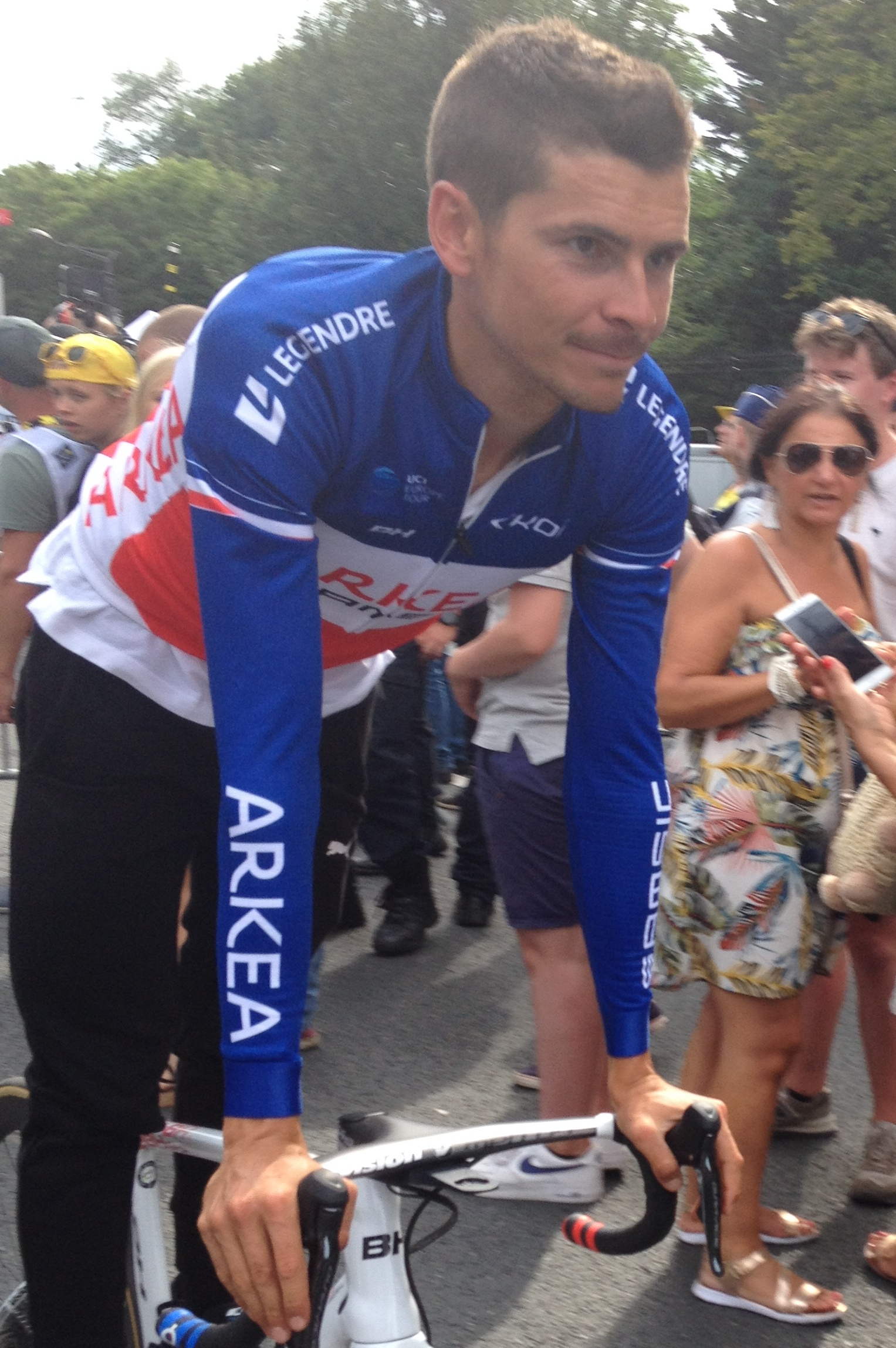
Warren Barguil durante la prima tappa del Tour de France 2019.

Nel 2017 si classifica ottavo alla Parigi-Nizza e sesto alla Freccia Vallone, ma è poi vittima di una frattura al bacino in una caduta al Tour de Romandie. Arrivato al Tour de France in condizioni precarie, perde diversi minuti dai migliori durante la prima settimana di corsa. Migliorato nella forma fisica dalla seconda settimana in poi, è secondo nella nona tappa sulle Alpi a Chambéry, battuto in volata da Rigoberto Urán, andando a indossare la maglia a pois della classifica scalatori; successivamente vince la tredicesima tappa, con arrivo a Foix, dopo una fuga, dando dimostrazione di forza in salita sul Mur de Péguère. Nelle tappe di montagna della terza settimana tiene quindi sempre il passo dei migliori e risale fino al decimo posto in classifica generale. Nell'ultima frazione di montagna, quella con l'arrivo in cima al Colle dell'Izoard, si rende ancora protagonista: scatta infatti dal gruppo dei migliori a 7 km dal traguardo, riprende e stacca uno ad uno tutti i fuggitivi e va a vincere la tappa in solitaria, consolidando il primato nella classifica scalatori e risalendo fino al nono posto della generale. Conclude la corsa francese al decimo posto della classifica, vincendo anche la maglia a pois dei gran premi della montagna. Dopo aver annunciato il suo passaggio alla Fortuneo-Oscaro per la stagione 2018 prende il via della Vuelta a España con l'obiettivo di vincere una tappa dato che è Wilco Kelderman il compagno incaricato di lottare per la classifica generale. Nel finale della settima frazione, mentre è tredicesimo in classifica, si rifiuta di aspettare il capitano attardato da una foratura e per questo viene escluso dalla corsa dalla propria squadra.

## Palmarès
- 2009 (Juniores)

Campionati francesi, Prova in linea Juniors
- 2011 (Bretagne-Schuller)

7ª tappa Tour de l'Avenir (Alba > Alba) (con la Nazionale francese)
- 2012 (C.C. Étupes/Argos-Shimano)

Annemasse-Bellegarde et Retour
1ª tappa Tour de Franche Comté Cycliste
5ª tappa Tour de Franche Comté Cycliste
2ª tappa Tour des Pays de Savoie (Vitam > Bourg-Saint-Maurice)
4ª tappa Tour de l'Avenir (Seyssel > Valloire) (con la Nazionale francese)
Classifica generale Tour de l'Avenir (con la Nazionale francese)
- 2013 (Argos-Shimano, due vittorie)

13ª tappa Vuelta a España (Valls > Castelldefels)
16ª tappa Vuelta a España (Graus > Sallent de Gállego, Aramón Formigal)
- 2017 (Sunweb, due vittorie)

13ª tappa Tour de France (Saint-Girons > Foix)
18ª tappa Tour de France (Briançon > Izoard)
- 2019 (Team Arkéa-Samsic, una vittoria)

Campionati francesi, Prova in linea
- 2021 (Team Arkéa-Samsic, una vittoria)

Classifica generale Tour du Limousin
- 2022 (Team Arkéa-Samsic, due vittorie)

5ª tappa Tirreno-Adriatico (Sefro > Fermo)
Gran Premio Miguel Indurain

### Altri successi
- 2012 (C.C. Étupes)

Classifica a punti Tour des Pays de Savoie
Classifica scalatori Tour des Pays de Savoie
Classifica giovani Tour des Pays de Savoie
Classifica giovani Tour Alsace
Classifica a punti Tour de l'Avenir
Classifica scalatori Tour de l'Avenir
- 2014 (Team Giant-Shimano)

Ronde des Korrigans - Carmos (Criterium)
- 2015 (Team Giant-Alpecin)

Critérium de Lisieux
- 2017 (Team Sunweb)

Classifica scalatori Tour de France
Premio della Combattività Tour de France
Critérium de Lisieux
Profronde van Etten-Leur (criterium)
- 2019 (Team Arkéa-Samsic)

Critérium de Lisieux
Critérium de Marcolès
Critérium du Guidon d'Or d'Hellemmes
- 2024 (Team dsm-firmenich PostNL)

1ª tappa Giro di Danimarca (Holstebro, cronosquadre)

## Piazzamenti

### Grandi Giri
- Giro d'Italia

2023: 17º
- Tour de France

2015: 14º
2016: 23º
2017: 10º
2018: 17º
2019: 10º
2020: 14º
2021: non partito (14ª tappa)
2022: non partito (13ª tappa)
2023: 22º
2024: 40º
2025: 23º
- Vuelta a España

2013: 38º
2014: 8º
2016: ritirato (3ª tappa)
2017: non partito (8ª tappa)

### Classiche monumento
- Milano-Sanremo

2021: 43º
2023: 40º
2025: 84º
- Giro delle Fiandre

2021: 36º
- Liegi-Bastogne-Liegi

2014: 29º
2015: 34º
2016: 6º
2017: 38º
2018: 53º
2020: 9º
2021: 26º
2022: 15º
2023: ritirato
2025: ritirato
- Giro di Lombardia

2013: 47º
2014: 36º
2015: 20º
2016: 8º
2017: 34º
2018: 26º
2022: 12º
2023: 24º
2024: 31º

### Competizioni mondiali
- Campionati del mondo

Limburgo 2012 - In linea Under-23: 52º
Toscana 2013 - In linea Elite: ritirato
Ponferrada 2014 - In linea Elite: 19º
Bergen 2017 - In linea Elite: 37º
Innsbruck 2018 - In linea Elite: ritirato
- Giochi olimpici

Rio de Janeiro 2016 - In linea: ritirato

### Competizioni europee
- Campionati europei

Offida 2011 - In linea Under-23: 23°
Trento 2021 - In linea Elite: 25°

## Riconoscimenti
- Vélo d'or français Espoirs: 2012